# Xã Rugh, Quận Nelson, Bắc Dakota
Xã Rugh (tiếng Anh: Rugh Township) là một xã thuộc quận Nelson, tiểu bang Bắc Dakota, Hoa Kỳ. Năm 2010, dân số của xã này là 26 người.